# Sjöman

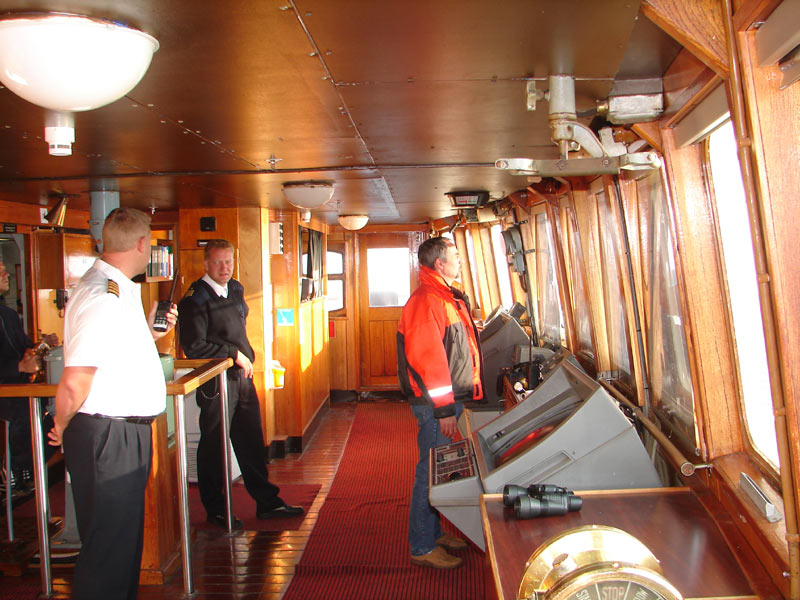
En sjökapten, en överstyrman, en matros och en lots.

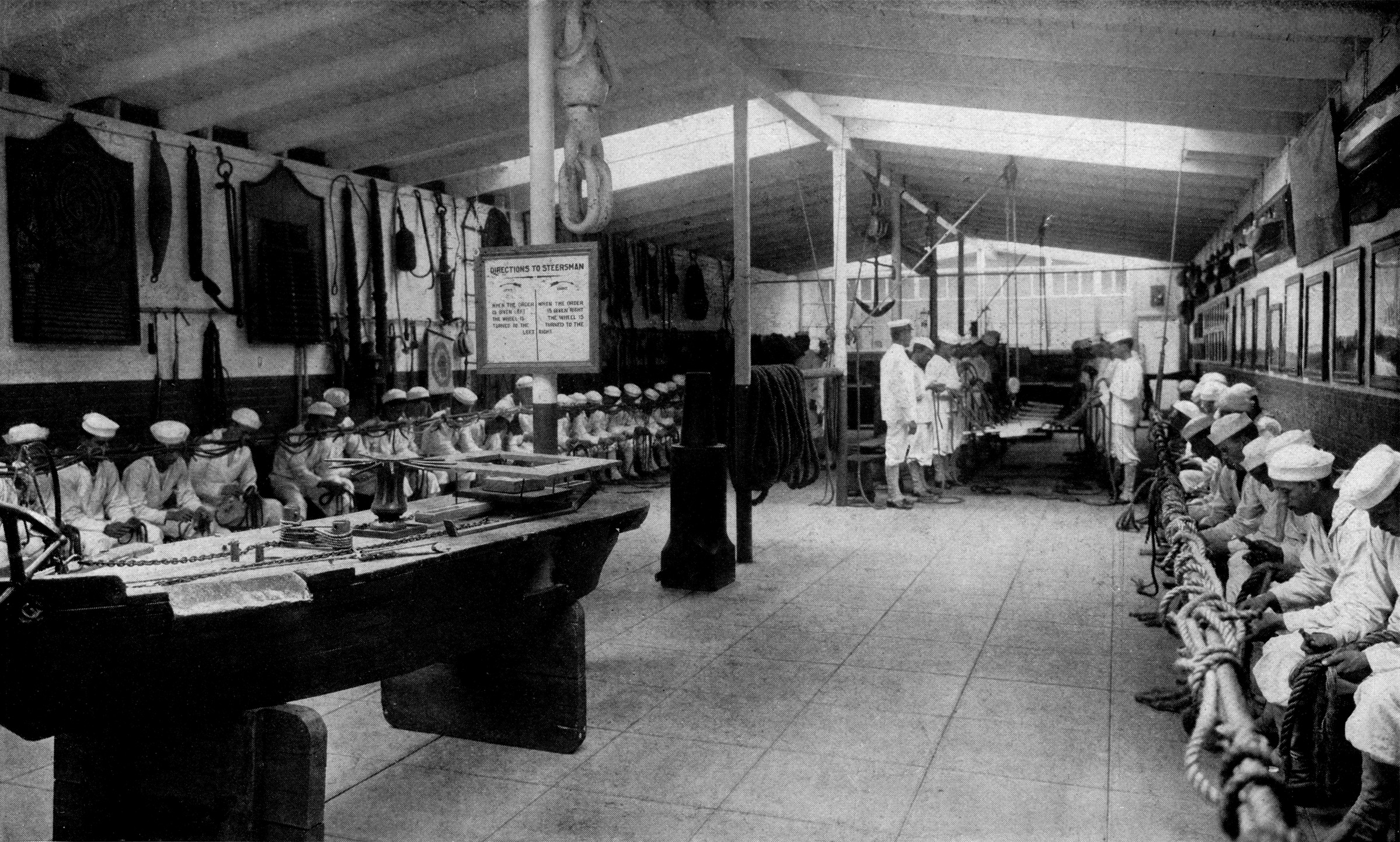
Sjömän får undervisning i hur man gör knopar.

Sjöman är en person som arbetar ombord på ett fartyg. Sjöfarare är en människa som färdas till sjöss eller deltar i planerad sjöfärd.
Inom örlogsflottan kallas manskapet för sjömän, vilket motsvarar soldater inom övriga delar av den militära organisationen. 

## Synonymer
Gast (sjögast, båtgast etc) är en synonym för sjöman, vilken återfinns i marina roller såsom äntergast eller visor som femton gastar på död mans kista.

## Befattningar

### Handelsflottan
Inom handelsflottan indelas sjömän i två grupper, sjöbefäl och manskap. Utbildning för manskap kan ske genom Sjöfartsutbildningen.
Några befattningar är:
- Jungman
- Lättmatros
- Matros
- Befaren maskinpersonal
- Teknisk chef
- Styrman
- Befälhavare

### Örlogsflottan
Utbildning sker genom Marinen inom Försvarsmakten. Örlogsflottans ombordpersonal delas in i sjömän och befäl. 
Några befälsbefattningar är:
- Sekond
- Fartygschef